# 费尔南·阿尔努
费尔南·阿尔努（法語：Fernand Arnout，1899年12月8日—1974年1月30日），法国男子举重运动员。他曾代表法国参加1920年和1928年夏季奥林匹克运动会举重比赛，其中1928年奥运会获得一枚铜牌。